# 14843 Tanna
14843 Tanna è un asteroide della fascia principale. Scoperto nel 1988, presenta un'orbita caratterizzata da un semiasse maggiore pari a 2,2308801 UA e da un'eccentricità di 0,1255869, inclinata di 6,05259° rispetto all'eclittica.